# Danserinden Navarro
Danserinden Navarro er en tysk stumfilm fra 1922 af Ludwig Wolff.

## Medvirkende
- Alexander Granach som Clegg
- Asta Nielsen som Carmencita Navarro
- Iván Petrovich som Mortensen
- Adele Sandrock
- Hans Wassmann som Marcellus Gondriaan